# Chlorochaeta esmeralda
Chlorochaeta esmeralda là một loài bướm đêm trong họ Geometridae.